# Église Saint-Pierre-Saint-Paul de Lille
Pour les articles homonymes, voir Église Saint-Pierre-et-Saint-Paul.
L'église Saint-Pierre Saint-Paul est une église catholique construite au XIXe siècle, sur la place du marché de Wazemmes à Lille. 
Sous l'église se trouve une crypte qui abrite une salle d'armes accueillant plusieurs clubs d'escrime locaux.
Ce site est desservi par la station de métro Gambetta.

## Historique

### Églises antérieures
L’église actuelle succède à deux édifices antérieurs de la paroisse de Wazemmes dont la première mention figure dans la Charte de Baudouin V de 1066. La première église composée de trois nefs, réparée à plusieurs reprises, était située sur l'actuelle place Philippe-de-Girard. 
Cette église fut vendue comme bien national en 1799 et détruite en 1802.

### Église actuelle
Une nouvelle église fut construite de 1821 à 1824 rue de l’Évêque (actuellement rue du Marché) au centre de la commune à égale distance des faubourgs de la Barre et de Paris (futur Moulins-Lille ).
Celle-ci étant devenue insuffisante en raison de l'accroissement rapide de la population, l’actuelle église fut édifiée peu avant l'intégration de Wazemmes à la ville de Lille en 1858 sur un terrain donné avec celui de la place par l'ancien maire François Collette, en 1853. Les deux tiers de la construction furent finalement financés par la ville de Lille après que Wazemmes y soit rattachée, l'autre tiers est venu du conseil de Fabrique de la paroisse. Le projet prévoyait que sept maisons soient détruites entre l’ancienne et la nouvelle église pour créer une nouvelle place, avant que ces démolitions ne soient abandonnées. Une nouvelle rue fut ouverte, la rue Saint-Pierre et Saint-Paul.
L'église a été construite par l'architecte Pierre Caloine entre 1854 et 1858. 
La messe du 3 janvier 2020 (correspondant alors au dimanche de l'Épiphanie) fut retransmise, en direct, dans le cadre de l'émission Le Jour du Seigneur. 

### Crypte
Construite sur le terrain d'une ancienne briqueterie, l'église dispose d'une vaste crypte initialement destinée à recevoir des sépultures, ce qui n'arriva jamais. La crypte fut donc surtout utilisée pour abriter la chaufferie de l'église et stocker son combustible jusqu'à la fin des années 1980 et l'arrivée du chauffage urbain. Depuis l'année 1990, la crypte abrite une salle d'armes de 1 300 m2, divisée en 14 pistes. Celle-ci accueille trois clubs d'escrime locaux : le LUC Escrime (son premier résident), l'Académie Escrime Vauban Lille et l'association Les Gentilshommes de la Brette.

### Dommages
L'église actuelle a été plusieurs fois gravement endommagée, notamment au cours des deux conflits mondiaux. En 1914, lors du siège de Lille, l’artillerie allemande a atteint son clocher. En 1940, une bombe allemande a pénétré par la toiture et a détruit les vitraux, les orgues et une grande partie du mobilier et des décors. Privée de toit, l'église est néanmoins restée ouverte au culte et sa reconstruction n'a été entreprise qu'au début des années 1950.
Enfin, le 3 mai 2021, l'église est partiellement endommagée par un incendie. Le foyer semble en être la sacristie.

## Architecture

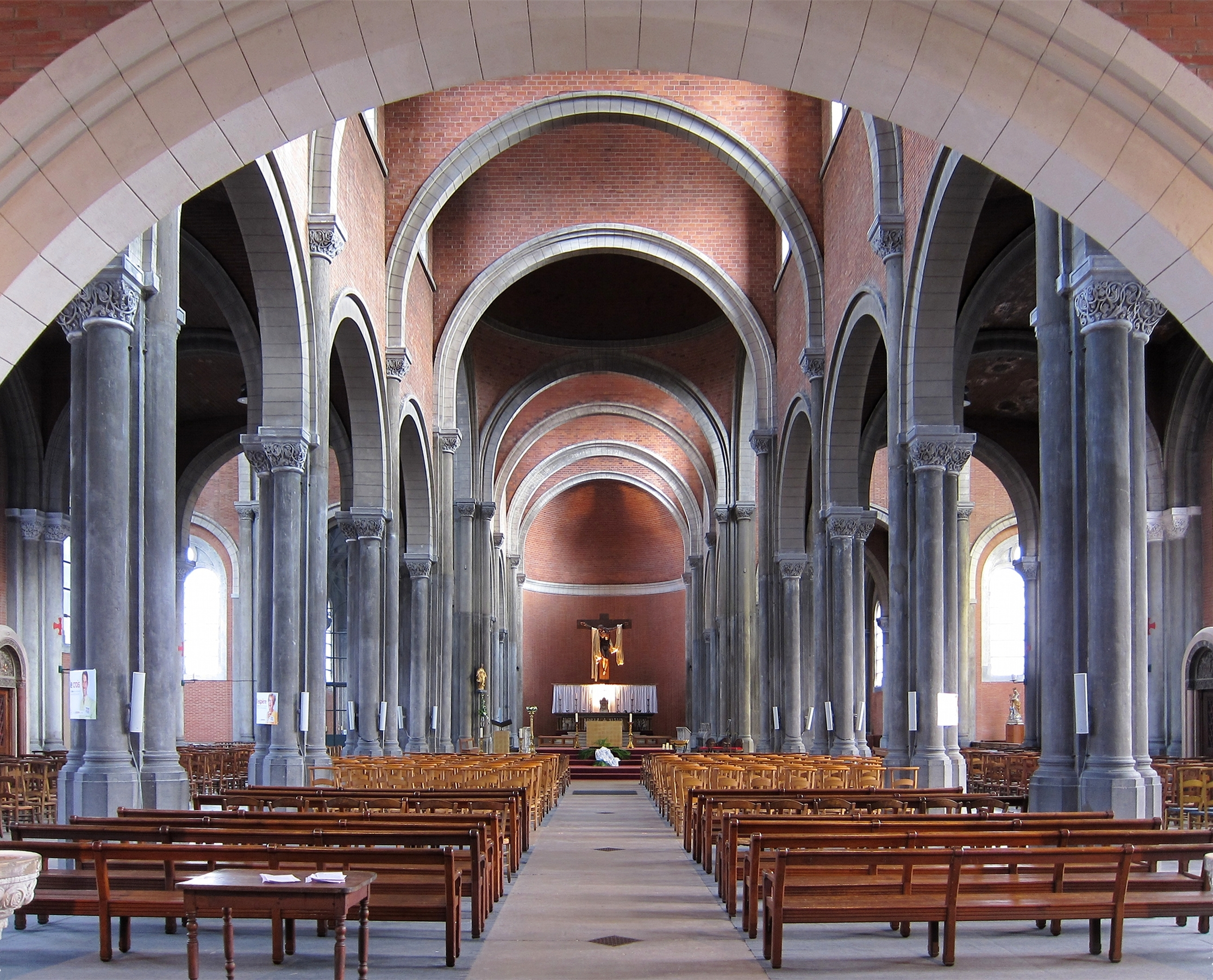
La nef

Construite en briques rouges dans un style néo-roman, l'église est caractéristique du style nordiste des lieux de culte populaires que l'on retrouve par exemple dans l'église Saint-Martin d'Esquermes. Ses proportions sont assez imposantes, avec une longueur de 76 m, une largeur de 41 m, une hauteur sous voûte de 20 m (portée par 14 colonnes de 15 000 kg chacune) et une hauteur du clocher de 59 m (dont la croix de 3 m). Le tympan au-dessus de la porte principale représente le tétramorphe (les « quatre formes » en grec), qui associe quatre animaux aux quatre Évangélistes. L'église possède deux cloches, toutes deux datées de 1920, les cloches d'origine ayant été prises par l'armée d'occupation allemande en 1917 pour en récupérer le métal.

## Mobilier

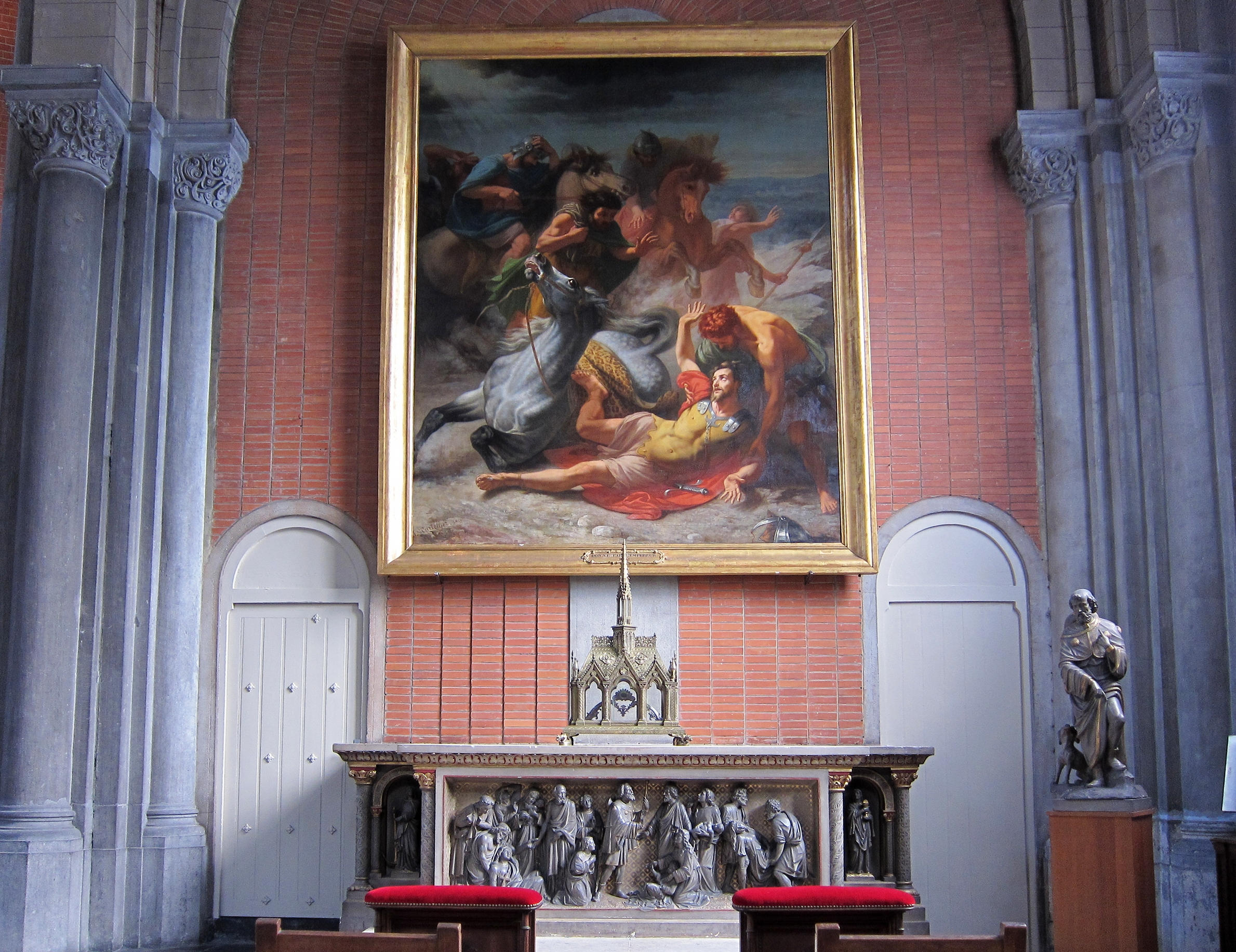
L'autel de Saint Roch

L'église était initialement dotée d’un riche mobilier, mais celui-ci a été en grande partie détruit au cours de la Seconde Guerre mondiale. 
Seuls subsistent le tombeau de l'ancien maître-autel réalisé par Charles Buisine-Rigot, une dizaine de stalles et le tombeau d'un autel latéral. Deux statues des saints patrons de l'église, saint Pierre et saint Paul, à l'origine placées dans le chœur de part et d'autre du maître autel, ont également été préservées. Elles sont à présent disposées sous la tribune d’orgue.
Les orgues actuelles de l'église ont été réalisées par le facteur E. Muller et inaugurées le 1er mars 1959. Elles comprennent trois claviers, un pédalier, 42 jeux et 2 552 tuyaux.
L'autel de saint Roch est orné depuis 2010 d'un tableau, la conversion de saint Paul, par Jérôme Cartellier. Ce tableau avait été offert par l'empereur Napoléon III pour le maitre autel de la chapelle de la citadelle de Lille.

Autres vues de l'édifice
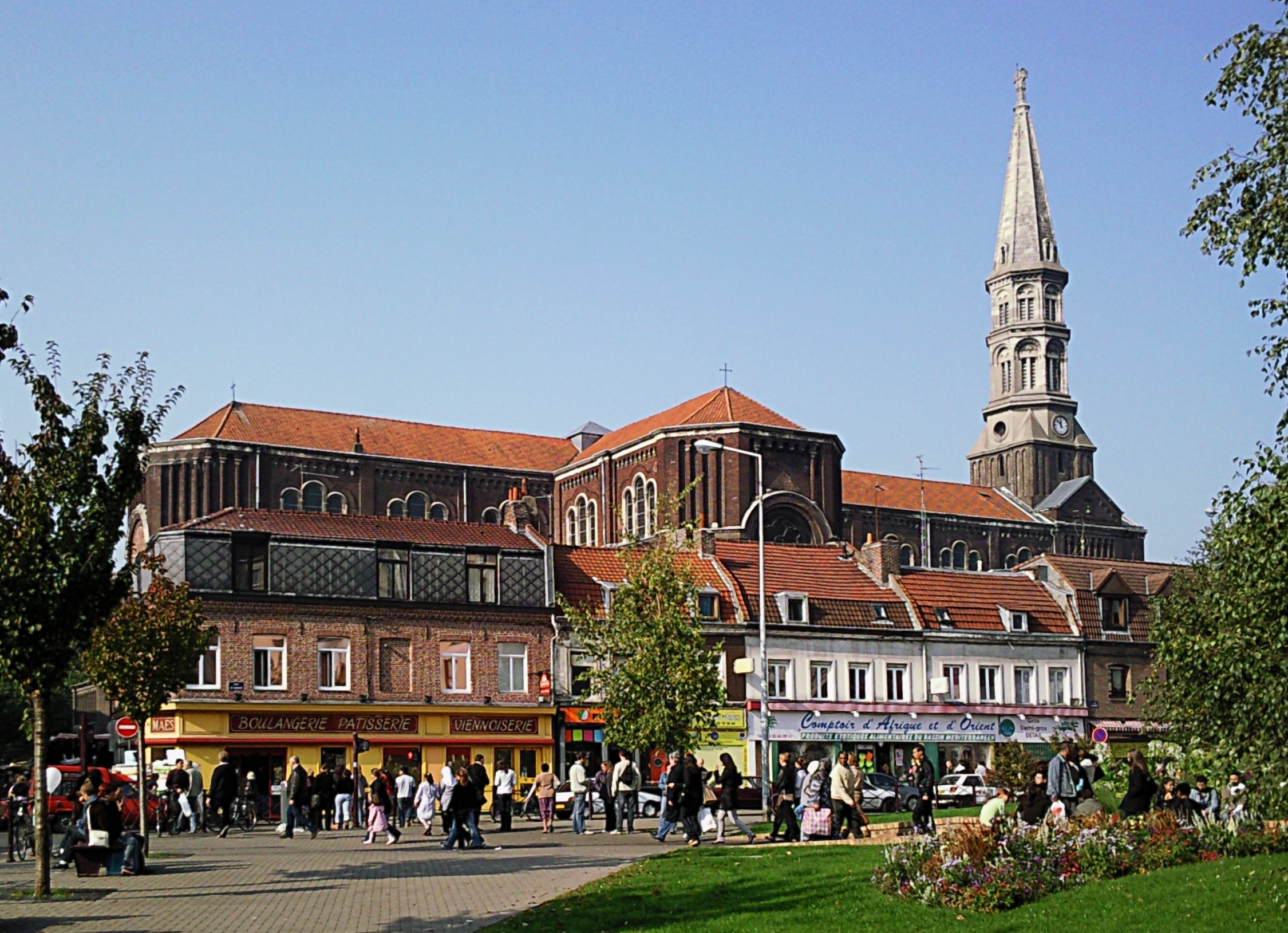
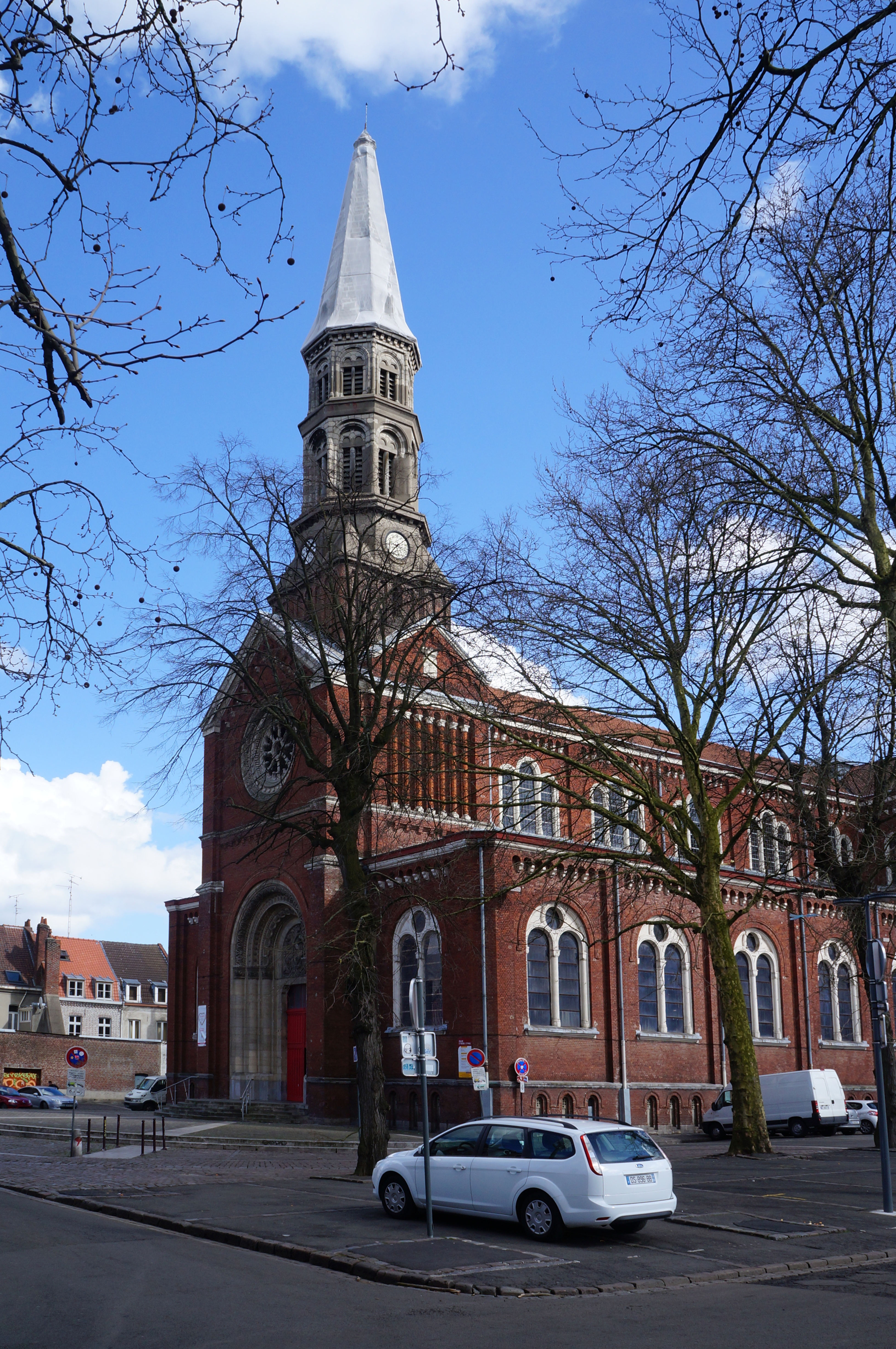
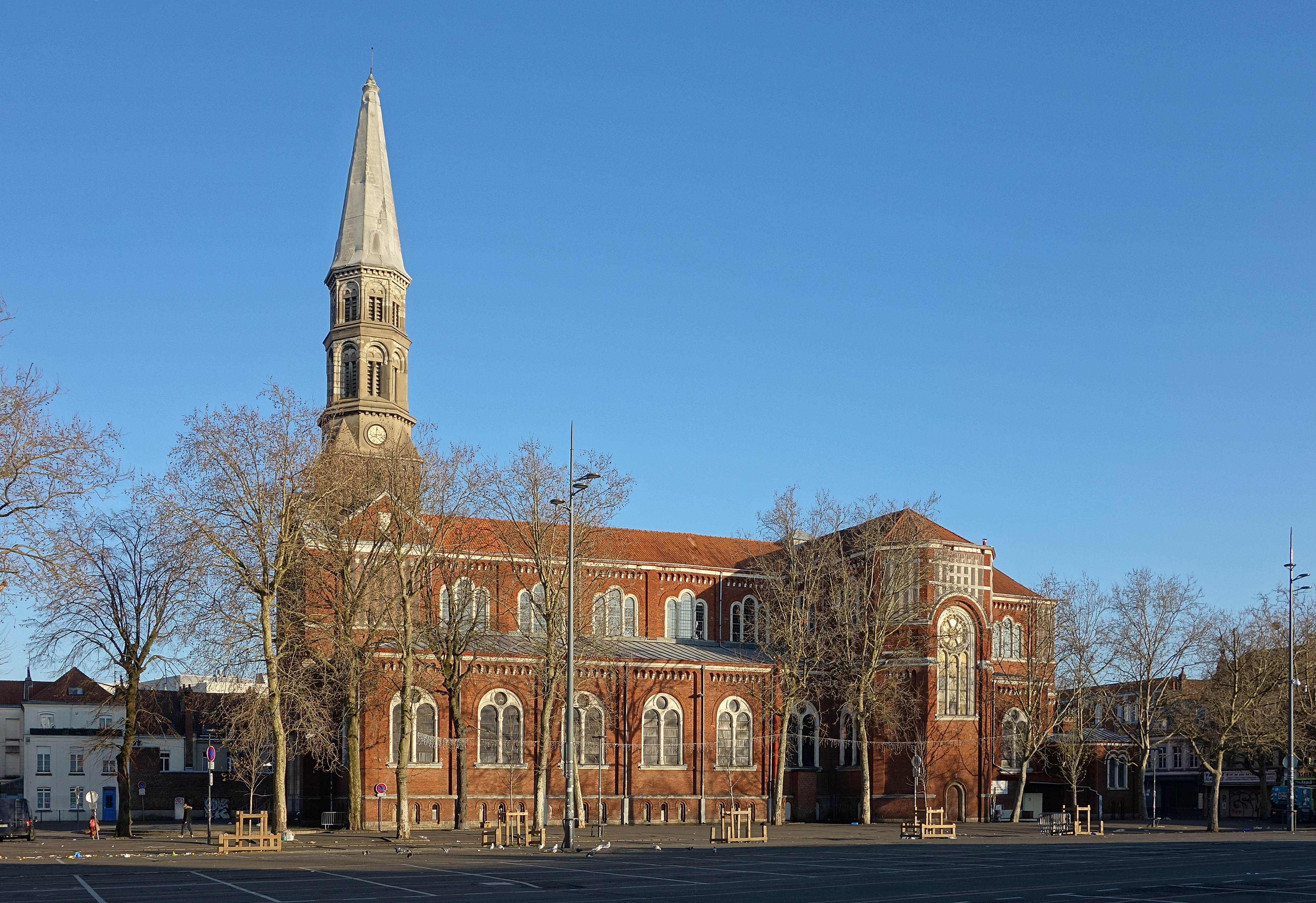